# 大川竜弥
大川 竜弥（おおかわ たつや、1982年2月26日 - ）は、フリーの写真素材としての活動が知られている日本のモデル。モデル業の他、司会業や俳優、執筆活動といったマルチタレント的な活動も行っている。神奈川県横浜市出身。血液型O型。

## 概要
商用利用が可能な素材として自身の写真をネット上で配布しており、インターネット広告やニュースサイト等で利用される事が多い。その為web上での露出が多く、「日本一インターネットで顔写真が使われている男」としてメディアに紹介されることがあり、大川本人も自称し活動している。
モデルとしての活動を開始する以前は、ユニクロの店員やサラリーマン、ライブハウス店長などを行っていた。その頃の縁で、かつてはザ・グレート・サスケのマネージャーや、実業家家入一真のアシスタント等も務めている。
2012年3月、無料写真素材サイトPAKUTASOにて、モデルとして自身の写真素材配布を開始。以降、実用的なものからパロディやネタの傾向が強いものまで幅広いジャンルの写真素材をコンスタンスにリリースしている。また、イベントの司会、俳優として映像作品への出演といったタレント的な活動や、執筆活動等、モデルに限らず多角的に活動している。
約200万円の借金を放置し続け、遅延損害金等で400万円にほど膨れ上がり、債務整理をした過去がある。

## 略歴
- 2006年8月 - 芸能業界にて働き、ザ・グレート・サスケのマネージャーを4年間務める[3]。
- 2012年
  - 3月 - PAKUTASOにて、フリー素材モデルとしての活動を開始。
  - 4月 - 家入一真のアシスタントとなり、同年7月、自身の顔を広告枠として販売するサービス「顔面広告.com」を開始[4]。
    - 同サービスがフジテレビ系列『めざましテレビ』『とくダネ!』、ロシア国営放送等に取材される[4]。
- 2013年 - リリースした写真素材の多くがネットメディアに取り上げられる[4][10][11]。
- 2014年
  - 4月17日 - 関西テレビ系列『モテモテかんぱにーR25』にて、自身の「壁ドン」素材が特集される[12]。
  - 11月22日 - フジテレビ系列『スーパーニュース』にて、「顔写真が日本一ネットで使われる男」として特集される[13]。
  - 11月1日 - 東京新聞にて、活動が取り上げられる[13]。
  - 11月16日 - 読売テレビ系列『大阪ほんわかテレビ』にて、「日本一有名なフリー素材モデル」として特集される[7]。
- 2019年
  - 8月14日 - 日本経済新聞にて、活動が取り上げられる[14][15]。